# 承滿穴
承滿穴是属于足陽明胃經的腧穴。

## 定位
臍中直上5寸（上脘穴），旁開2寸。或天樞穴直上5寸。

## 主治
嘔吐、胃痛、腹脹等

## 操作
直刺0.5～0.8寸；可灸。